# Boris Malinin

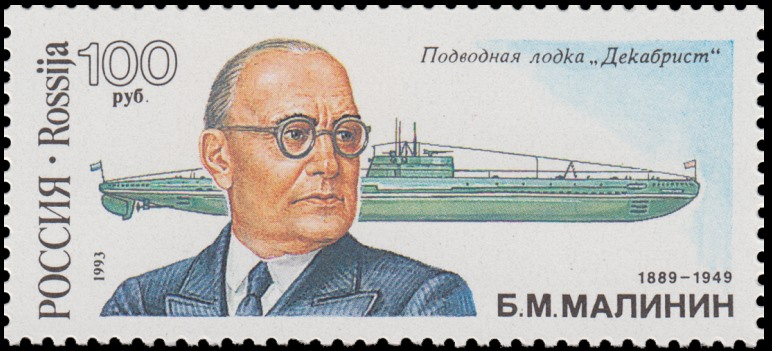
Estampa de Boris Malinin

Boris Mijáilovich Malinin (En ruso: Борис Михайлович Малинин; 13 de febrero de 1889 – 27 de septiembre de 1949) fue un científico y constructor de barcos graduado de la Universidad Politécnica de San Petersburgo Pedro el Grande.
Su padre era el cantante de ópera Mijaíl Malinin, mientras que su madre era la cantante de ópera Varvara Nikolskaya y su hermana la famosa navegante soviética Marina Raskova.
De 1926 a 1940, fue el diseñador jefe de la mayoría de los submarinos soviéticos, incluyendo los de Clase Dekabrist, Leninets, Shchuka y Malyutka.
En 1913, a la edad de 24 años, diseñó y construyó el submarino Volk (en ruso: ВОЛК; Lobo) de clase Bars. Más tarde, en mayo de 1916, bajo el mando del capitán Iván Messer, el Volk destruyó tres transportes alemanes.
A partir del 4 de noviembre de 1926, bajo el liderazgo de Malinin, la Oficina Técnica n.º 4 gestionó la construcción de submarinos en los Astilleros del Báltico. El nombre de Oficina Técnica n.º 4 se le dio al antiguo Departamento de Submarinos, y sigue siendo un departamento secreto. En los años siguientes, se construyeron 133 submarinos según los diseños desarrollados bajo el liderazgo de Malinin.
En la década de 1950, la tradición continuó cuando su hijo K. B. Malinin, mientras prestaba servicio como oficial naval, proporcionó bocetos de lo que más tarde se convertiría en los primeros submarinos de misiles balísticos del mundo. Junto con sus compañeros oficiales B. F. Vasilyev, V. V. Bashenkov y N. I. Petelin, sus ideas y bocetos sirvieron de base para las especificaciones preliminares elaboradas por la Oficina de Diseño Técnico (TsKB-16 (Volna)). Los diseños de la oficina incluían la conversión de seis submarinos de ataque de la clase Zulú para lanzar misiles Scud; este trabajo condujo al diseño del submarino balístico de la clase Golf.